# Levantamiento zapatista
El término levantamiento zapatista es el nombre con que se conoce a una rebelión de 12 días encabezada por el grupo armado Ejército Zapatista de Liberación Nacional, el 1 de enero de 1994 en el estado mexicano de Chiapas, que alcanzó difusión internacional debido a sus demandas de justicia y reivindicación de los derechos de los pueblos indígenas de México y de los pobres.

## Precedentes
Desde la conquista, los pueblos indígenas han sido suprimidos, primero por los españoles, que colonizaron México en 1521, y después por los distintos gobiernos criollos. Sus tradiciones, tierras y formas de vida han sido revocadas por la estructura social, el gobierno, y los líderes políticos. Han tenido que luchar por sus derechos en toda la historia, lo que a veces resulta en guerras y conflictos. Antes de este levantamiento, se ignoraba la existencia de este grupo guerrillero revolucionario, el cual, según sus mismos dirigentes, se formó el 17 de noviembre de 1983 por antiguos miembros de distintos grupos, algunos de ellos en armas. En 1984 según palabras del propio Marcos eran 6 los integrantes del EZLN, pero para 1986 el grupo ya había crecido a 12, de los cuales el único mestizo era Marcos, aunque después se le unieron otros dos. Marcos igualmente habla de que para 1986, se contaba con gente muy experimentada en movimientos de masas y de mucho nivel político. Durante los años 1988 a 1989 el EZLN crece de 80 combatientes a 1300 en menos de un año. El EZLN organiza y estructura a las pequeñas comunidades en comunidades autónomas que cumplen el papel de gobiernos paralelos con un comité, y con el dinero que este mismo generaba se comenzaron a comprar las armas...
Otros aspectos que influyeron al levantamiento fueron: 
- 1972: Creación de la comunidad lacandona.
- 1974: Congreso indígena de San Cristóbal de las Casas.
- 1982: México se encontraba en crisis financiera al final del gobierno de José López Portillo.
- 1982- 1983: Aproximadamente 100 000 refugiados de Guatemala llegan a Chiapas, debido a las masacres por parte del ejército de su país.
- 1988-1994: Presidencia de Carlos Salinas de Gortari el cual introduce la política neoliberal.
- 1989: Caída del precio del café ya que no se renovó el acuerdo internacional con los países productores.
- 1992: Reformas al artículo 27 constitucional.[9]

## La rebelión
La acción militar de enero de 1994 coincidió con la entrada en vigor del Tratado de Libre Comercio de América del Norte (TLC), firmado por México, Estados Unidos y Canadá. Más tarde declararon los integrantes del EZLN, que era su manera de decir aún estamos aquí en mitad de la globalización. Con la firma de este acuerdo comercial, los indígenas de Chiapas, México, en consecuencia, perderían los derechos sobre sus tierras. Esto provocaría en sus comunidades aún más pobreza de la que ya sufrieron, y la posibilidad de dejarlos sin ningún tipo de empleo. Así, ellos se unieron y se rebelaron. Los sublevados, tapados con pasamontañas, comenzaron un levantamiento e intentaron tomar 7 cabeceras municipales por pocas horas, otras como en el caso de Ocosingo por dos días, estas fueron: San Cristóbal de las Casas, Altamirano, Las Margaritas, Ocosingo, Chanal, es en este punto cuando hacen la llamada declaración de la Selva Lacandona.
En San Cristóbal de las Casas, el 1 de enero de 1994, los rebeldes entraron a la cabecera municipal. Mientras, Ocosingo fue sitiada por neozapatistas desde las 6:00 a. m., siguiendo el mismo procedimiento que en San Cristóbal de las Casas. En San Cristóbal de las Casas los zapatistas lanzan un comunicado. Los Neozapatistas declaran oficialmente la guerra al Gobierno de México y anuncian sus planes de dirigirse hacia la capital. En los combates el "EZLN" toma como prisionero de guerra a un exgobernador de Chiapas, el general Absalón Castellanos Domínguez. Al dejar la ciudad y dirigirse al cuartel de Rancho Nuevo, comienza un enfrentamiento que termina con el repliegue de las fuerzas rebeldes.
Después de unos días de lucha, el presidente Carlos Salinas de Gortari, en ese momento en su último año de mandato, ofreció un alto el fuego para dialogar con los rebeldes.
Cronología: 
1994:
- 1 de enero:

Entrada del TLC y alzamiento zapatista. 
- 10 de enero:

Carlos Salinas de Gortari, presidente de México, nombra a Manuel Camacho Solís comisionado para la reconciliación en Chiapas. 
- 12 de enero:

El Gobierno mexicano cesa el fuego unilateral y ocurre una manifestación por la paz. 
- 21 de febrero - 2 de marzo:

Diálogo de paz en San Cristóbal, Chiapas entre el EZLN, miembros del Comité Clandestino Revolucionario Indígena, Manuel Camacho Solís y el obispo Samuel Ruiz. 
- 23 de marzo:

Asesinato de Luis Donaldo Colosio en Tijuana.
- 12 de junio:

EZLN rechaza las propuestas del Gobierno y renuncia Manuel Camacho. 
- 6-9 de agosto:

Convención Nacional Democrática en Guadalupe Tepeyac.  
- 21 de agosto:

Ernesto Zedillo Ponce gana las elecciones presidenciales. 
- 1 de diciembre:

Toma del poder presidencial por Ernesto Zedillo. 
- 19 de diciembre:

Zapatistas rompen cerco militar y se posicionan en diferentes poblaciones de Chiapas. 
- 19-20 de diciembre:

Crisis Financiera en el país. Países deciden "rescatar" a México durante el año de 1995 con aproximadamente 50 mil millones de dólares en préstamos.
1995:
- 9 de febrero:

El ejército federal ocupa territorio zapatista y revelan la presunta identidad de Marcos: "Rafael Sebastián Guillén Vicente". 
- Abril:

En la población de Los Altos de Chiapas se da el diálogo entre EZLN y la delegación gubernamental.
- 27 de agosto-3 de septiembre:

El ejército zapatista hace una consulta sobre lo que será su destino en la lucha a nivel nacional e internacional.
1996:
- 1 de enero:

Se anuncia el nuevo frente civil, el Frente Zapatista de Liberación Nacional (FZLN).
- 28 de junio:

El Ejército Popular Revolucionario (EPR) hace su primera aparición en el estado de Guerrero, lugar en donde un año antes ocurrió la matanza de Aguas Blancas.
- 27 de julio-3 de agosto:

En Chiapas se da el encuentro Intercontinental por la Humanidad y el Neoliberalismo.
- Octubre:

El comandante Ramona hace su participación en el Congreso Nacional Indígena de la Ciudad de México.

## Influencia de los medios de comunicación
Durante muchos años, desconocidos para el resto del mundo, los pueblos indígenas de Chiapas fueron dando mala tierra de granja y vivieron en la pobreza. El levantamiento Zapatista se produjo porque la gente se dio cuenta de que merecían democracia, justicia, dignidad y la libertad de las limitaciones socioeconómicas que el gobierno colocó en ellos. Pronto se dieron cuenta de que la mejor manera de hacer esto, era crear conciencia en el resto del mundo frente a su indignante situación. El levantamiento comenzó inicialmente como guerrilla violenta, pero pronto el Ejército Zapatista se dio cuenta de que con sus guerrilleros inexpertos y sin financiación no eran rival para el gobierno mexicano y su ejército. Se dieron cuenta de que la única manera para luchar, era por medio de las palabras. En la declaración de un alto el fuego, el Ejército Zapatista comenzó campañas en internet, simplemente para involucrar al resto del mundo. Esta campaña de internet fue benéfica a su causa por muchas razones. Anteriormente, cualquier información que estaba saliendo con el resto del mundo se filtró desde el gobierno y por supuesto, era anti-zapatista. Pero el internet permitió a estas personas explicar su situación sin prejuicios, y así su causa se extiende por todo el mundo. Pronto todos los ojos estaban viendo este levantamiento en México. Con el resto del mundo mirando ganaron influencia política sobre el gobierno mexicano. Los Zapatistas aprovechan del internet para mantener viva su causa para que la gente no se olvide las malas condiciones de vida de los pueblos indígenas

## Diálogo
Los primeros enfrentamientos entre el EZLN y el gobierno se dan en la catedral de San Cristóbal de las Casas. El diálogo con el gobierno se extendió durante un período de tres años y acabó con la firma de los Acuerdos de San Andrés, que incluía modificar la constitución nacional para otorgar derechos, incluyendo autonomía, a los pueblos indígenas. Una comisión de diputados de partidos políticos, llamada Comisión para la Concordia y Pacificación (COCOPA) modificó ligeramente los acuerdos con la aceptación del EZLN. 
El presidente de México de entonces, Ernesto Zedillo Ponce De León, sin embargo, dijo que el Congreso tendría que decidir si lo aprobaba o no, negándose a enviar la iniciativa tal cual, a la cámara de diputados. Afirmando que se habían violado los acuerdos de la mesa de negociaciones. El EZLN volvió a las montañas, donde Zedillo aumentó la presencia militar en Chiapas para evitar que se extendiera la zona de influencia de este. Una tregua no oficial acompañó el silencio del Ejército Zapatista de Liberación Nacional durante los siguientes tres años, los últimos del mandato de Zedillo.

## Lista de los episodios de violencia e intimidación en la región Lacandona (1995-2008)
- Durante 1995 y 1996:

Violencia en la Zona Norte (asesinatos, desplazamientos, emboscadas, bloqueos de carreteras, etc) en la zona de Chilón-Bachajón. 
- 14 de marzo de 1997:

En San Pedro Nixtalucum (Municipio de El Bosque), en un despliegue represivo, los estados civiles de asalto de la policía que simpatizan con el EZLN, resultando en 4 muertos, 29 heridos, 27 detenidos y 300 desplazados. 
- 4 de noviembre de 1997:

Ataque a los obispos de la diócesis de San Cristóbal de las Casas cerca de Tila, zona Norte de Chiapas. 
- Fin de noviembre de 1997:

Más de 4500 indígenas (de "Las Abejas" y simpatizantes zapatistas) huyeron de la violencia en el municipio de Chenalhó. 
- 22 de diciembre de 1997:

Masacre de los paramilitares de 45 personas, la mayoría de los cuales son niños y mujeres pertenecientes al grupo de civiles "Las Abejas", refugiadas en Acteal, municipio de Chenalhó. 
- 11 de abril de 1998:

El municipio autónomo Ricardo Flores Magón es desmantelado en un operativo militar y policial en la comunidad de Taniperlas, municipio de Ocosingo. Nueve mexicanos son detenidos y doce extranjeros son expulsados del país. 
- 1 de mayo de 1998:

En una operación policial y militar del municipio autónomo de Tierra y Libertad, con su cabecera municipal en Amparo Agua Tinta, es desmantelado. 53 personas son detenidas. 
- 3 de junio de 1998:

En un conjunto de la policía y la operación militar, más de un millar de miembros de las fuerzas de seguridad entran en Nicolás Ruiz. La policía detiene a más de 100 miembros de la comunidad. 
- 10 de junio de 1998:

En una operación policial y militar para desmantelar el municipio autónomo de San Juan de la Libertad, ubicada en El Bosque, 8 civiles y 2 policías son asesinados. 
- 3 de agosto de 1998:

El Bartolomé de las Casas, Centro de Derechos Humanos Fray publica un informe que dice que en los últimos 6 meses en Chiapas se registraron 57 ejecuciones sumarias, 6 asesinatos políticos y más de 185 expulsiones de extranjeros. Denuncia que en estos tiempos hubo en el estado varios casos de grave la tortura, decenas de atentados contra la vida de los Defensores de los Derechos Humanos; y en contra de las organizaciones civiles y líderes sociales; y cientos de acciones militares y policiales en la zona de conflicto. 
- Primera quincena de junio de 1999:

Aumento significativo de las incursiones militares y policiales en las comunidades zapatistas; detenciones arbitrarias de presuntos zapatistas; acoso por el personal militar en las bases militares; y la concentración de las tropas. Cada una de las incursiones implica la participación de entre 100 y 1000 efectivos militares y policiales. 
- 26 de agosto de 1999:

La confrontación entre el ejército y las bases de apoyo zapatistas en la comunidad de San José la Esperanza, municipio de Las Margaritas. Tres indígenas son detenidos y 7 militares reciben heridas de machete. 
- 18 de octubre de 2000:

El presidente Ernesto Zedillo expropia 3,5 hectáreas del ejido Amador Hernández, comunidad zapatista en el municipio de Ocosingo, para construir nuevas instalaciones militares. 
- 13 de noviembre de 2000:

La comunidad de Miguel Utrilla, municipio de Chenalhó, impide con violencia el procurador general de la República a partir de la realización de una operación integrada por 150 policías judiciales federales y 20 agentes del Ministerio Público cuyo objetivo es la búsqueda de armas de fuego en la mano de los paramilitares. 
- 19 de octubre de 2001:

El asesinato de Digna Ochoa, abogada y defensora de los derechos humanos. Más de 80 ONG exigen una investigación expedita del asesinato. 
- 7 de diciembre de 2001:

Durante el año, la de Bartolomé de las Casas Centro de Derechos Humanos Fray ha documentado 45 casos de violaciones de derechos humanos en Chiapas. Declara que es una disminución importante en términos de gobiernos anteriores, pero al mismo tiempo el hecho de que no ha habido respuesta contundente a las denuncias "abre la puerta a más violaciones de continuar cometiendo". 
- 31 de julio de 2002:

El municipio autónomo Ricardo Flores Magón denuncia que un grupo de 40 paramilitares armados de la comunidad priista San Antonio Escobar, atacaron las bases de apoyo zapatistas en el ejido La Culebra. 
- 7 de agosto de 2002:

José López Santiz, campesino tseltal y EZLN partidario, se ejecuta en las afueras de la comunidad 6 de agosto, del municipio autónomo 17 de noviembre. 
- 25 de agosto de 2002:

Al Amaytic Ranch, partidarios armados del PRI matan a dos autoridades zapatistas del municipio autónomo Ricardo Flores Magón (Ocosingo). Otra zapatista es asesinado en el municipio autónomo de Olga Isabel (Chilón). 
- 2 de septiembre de 2002:

"Tradiciones y costumbres o bandas de delincuentes" Declaraciones de la Procuraduría General de Justicia de Chiapas, Mariano Herrán Salvati sobre la muerte de cuatro zapatistas último conflicto de agosto sobre "Ha sido encontrado en estos conflictos no hay matices de orden ideológico." 
- 6 de julio de 2003:

Los actos violentos tienen lugar durante las elecciones legislativas en las regiones indígenas de Chiapas, principalmente en San Juan Cancuc, Zinacantán y Chenalhó. A nivel federal, la mayor tasa de ausentismo se registró en la historia reciente del país. 
- Septiembre / octubre de 2003:

Una serie de conflictos entre los miembros de la Central Independiente de Obreros Agrícolas y Campesinos (CIOAC) y zapatistas, en torno a la detención de Armín Morales Jiménez por milicianos del EZLN por el delito acusado de abuso de confianza. 
- 22 de enero de 2004:

Las casas de la comunidad de Nuevo San Rafael en la Reserva de Montes Azules fueron todos quemados. De acuerdo con la Secretaría de la Reforma Agraria (SRA), los habitantes habían decidido voluntariamente abandonar sus hogares y regresar a sus lugares de origen. ONG acusaron a la SRA de haber dividido a la población a fin de obligar a los residentes a abandonar la reserva. 
- 10 de abril de 2004:

Bases de apoyo zapatistas del municipio de Zinacantán fueron emboscados por miembros del PRD, dejando decenas de heridos y el desplazamiento de 125 familias zapatistas. 
- 23 de abril de 2004:

Noel Pável González, estudiante de la Universidad Nacional Autónoma de México y la Escuela Nacional de Antropología e Historia, fue encontrado asesinado en la Ciudad de México. Los elementos de la investigación apuntan hacia la participación del grupo de ultraderecha "El Yunque". 
- 4 de julio de 2004:

Las familias de la comunidad de San Francisco El Caracol en la Reserva de Montes Azules fueron trasladadas por el gobierno para un "nuevo centro de población" llamada Santa Martha en el municipio de Marqués de Comillas. 
- 23 de enero de 2005:

En el municipio de Palenque, 160 familias tzeltales fueron desplazados de la reserva de la biosfera de Montes Azules a la comunidad de Nuevo Montes Azules. 
- 15 de agosto de 2005:

El Bartolomé de Centro de Derechos Humanos Fray Las Casas denunció una vez más el desplazamiento forzado de varias familias en la comunidad de Andrés Quintana Roo, en el municipio de Sabanilla, debido a la agresión y las amenazas realizadas por personas ligadas a "Desarrollo, Paz y Justicia ". 
- 6 de septiembre de 2005:

Un enfrentamiento entre bases de apoyo zapatistas y el resto de la población en la comunidad de Belisario Domínguez, en el municipio de Salto de Agua. 
- Mediados de octubre de 2005:

Los miembros de la Organización para la Defensa Indígena y Campesina (OPDDIC) planeaban desmantelar el municipio autónomo de Olga Isabel, y detener a las autoridades locales. 
- 2 de noviembre de 2005:

En El Limar, municipio de Tila, en la Zona Norte de Chiapas, más de 200 personas de once comunidades se reunieron para conmemorar los más de 120 asesinados o individuos desaparecido de la región entre 1994 y 2000. 
- 5 de agosto de 2006:

Una violenta operación policial se llevó a cabo para expulsar a 30 familias zapatistas en la comunidad de la Ch'oles, municipio autónomo El Trabajo (Tumbalá), en la Zona Norte. 
- 13 de noviembre de 2006:

La confrontación violenta en la reserva natural de Montes Azules, Chiapas. Cientos de campesinos armados de la Comunidad Lacandona atacan 17 familias que viven en Viejo Velasco Suárez. Como ocurrió en una zona muy aislada, esta agresión produjo gran confusión sobre el número de víctimas y su posible pertenencia al EZLN. Finalmente el resultado fue: 4 personas muertas (entre ellas una mujer embarazada) y 4 personas desaparecieron, probablemente ejecutado. 
- 18 de agosto de 2007:

Un policía conjunta y operación militar para desalojar a 39 familias (miembros de las comunidades del Buen Samaritano y San Manuel, en el municipio de Ocosingo) se llevó a cabo en la Reserva de la Biosfera de Montes Azules. 
- 27 de abril de 2008:

Al menos 500 policías ingresaron violentamente la comunidad de Cruztón, en el municipio de Venustiano Carranza, Chiapas. 
- 4 de junio de 2008:

Una incursión militar y policial en las inmediaciones del Caracol zapatista (centro administrativo local) La Garrucha, así como en las comunidades bases de apoyo del EZLN, Hermenegildo Galeana y San Alejandro. 
- 23 de julio de 2008:

El Centro de Derechos Humanos Fray Bartolomé de Las Casas denunció que policías estatales agredieron a los campesinos, así como observadores de la Otra Campaña en la comunidad de Cruztón, en el municipio de Venustiano Carranza. 
- 3 de octubre de 2008:

Un violento operativo efectuado por policías federales y estatales dejó un saldo de seis muertos (4 de los cuales fueron ejecutados de acuerdo con el testimonio de los miembros de la comunidad), 17 heridos y 36 personas detenidas, casi todos de los cuales eran miembros del ejido Miguel Hidalgo, ubicado en el municipio de La Trinitaria, Chiapas.